# 統一インド

統一インド

統一インド（ヒンディー語: अखण्ड भारत, ウルドゥー語: اکھنڈ بھارت, ラテン文字転写: Akhand Bharat, 英語: Undivided India）は、イギリス領インドとして一つの存在であり、歴史的にも本来不可分の一体性を持っていたインドとパキスタン・バングラデシュの再統合とその結果生まれる国家を指す概念である。時にアフガニスタン、ネパール、ブータン、スリランカ、モルディブ、ミャンマー、さらにはチベットを含むこともある。

## インド分断の経緯
そもそも現在のインドとパキスタンの分離独立は初めから予定されていたことではない。独立運動の末期になるまでムスリム・ヒンドゥー教徒の間に確執はあったが、国家分裂には否定的態度をとり続けていた。しかしムスリム側の指導者ジンナーは、統一インドが独立した場合、ムスリムは少数派としてヒンドゥー教徒に抑圧されるとの意見を持っていたため、ムスリムの多い西北インドおよびベンガル州東部を独自の国家として分離独立させることを強く主張した。
独立運動の最高指導者マハトマ・ガンディーは、インド分断に反対の姿勢を示しており、自らもムスリムとの融和をヒンドゥー教徒側に訴えたが聞き入れられず、インド分断後の1948年にムスリム排斥主義者の手で暗殺された。最終的にジンナーの主張がムスリムの支持を集め、ムスリムとヒンドゥーそれぞれのための国家が別個に独立することとなった。

## 統一インドへの構想
分離独立後、インドとパキスタンは数回に及ぶ凄惨な死闘を繰り広げた。親族友人が敵味方に分かれ殺しあい、インドとパキスタン、ヒンドゥー教徒とムスリムとの関係は極めて悪いものとなった。そのような状況の中でインドとパキスタン両国の和解、更には再統一を主張する知識人が一部存在しているが、現在の印パ間の緊張状態では、そのような意見は広い支持を集めやすいとはいえない。